# 大松沢貝塚
大松沢貝塚（おおまつざわかいづか）は、宮城県黒川郡大郷町にある縄文時代中期の貝塚。

## 概要
旧品井沼の北岸にある丘陵に立地し、標高は約55mで、遺跡の大部分は雑木林となっている。ヤマトシジミを主体とする貝殻や縄文時代中期の土器などが発見された。

## 出土品
- 縄文土器[2]、石器、骨角器

## 所在地
- 〒981-3501 宮城県黒川郡大郷町大松沢字貝殼塚

## アクセス
- 東日本旅客鉄道品井沼駅から宮城県道241号線と146号線経由、車で16分